# Arno Jahr
Arno Jahr (3 de diciembre de 1890 - 21 de enero de 1943) fue un general en la Wehrmacht de la Alemania Nazi durante la II Guerra Mundial. Fue condecorado con la Cruz de Caballero de la Cruz de Hierro.
Fue un oficial en la I Guerra Mundial. Después de 1918 fue oficial de policía. En 1935 fue transferido a la Wehrmacht. En 1937 fue promovido a coronel.
Jahr se suicidó el 21 de enero de 1943, cuando su unidad fue rebasada como parte del cerco durante la batalla de Stalingrado.

## Condecoraciones
- Cruz de Caballero de la Cruz de Hierro el 22 de diciembre de 1942 como Generalleutnant y comandante de la 387. Infanterie-Division[2]